# Bijstein
De buitenplaats Bijstein staat in het Nederlandse dorp Putten, provincie Gelderland. Het huis en bijbehorende goederen zijn een rijksmonument.

## Geschiedenis
Op de locatie van de huidige buitenplaats stond aanvankelijk de boerderij Bollengoed. Deze boerderij was horig aan het klooster Abdinghof in Paderborn en werd aangestuurd vanuit de Kelnarij in Putten. In 1619 werd de boerderij ‘gevrijd’ en kwam als leen terecht bij Reyner van Arler, de schout van Putten. De laatste eigenaar uit de familie Van Arler was Maurits, eveneens schout van Putten. 
Het goed verscheen in 1639 voor het eerst als Beystein op een landkaart van de Veluwe.
Begin 18e eeuw werd de boerderij uitgebouwd tot een woonhuis. Rond 1740 werd Heribert Hagen eigenaar van het goed.
Eind 18e eeuw was het huis in bezit van F.H.A.P. van Erckelens. Deze rentenier woonde in Harderwijk en gebruikte Bijstein als zomerverblijf.
Rondom het huis was een formele parkaanleg met een rechtlijnige indeling. In de 19e eeuw werd het park heringericht in de Engelse landschapsstijl. Mogelijk is toen ook het koetshuis gebouwd.
In 1927 liet eigenaar Mathieu Lambert van Geen, burgemeester van Putten, het destijds bepleisterde gebouw uitbreiden met een tweede vleugel. Dit gaf het huis een symmetrische opzet.

## Beschrijving
Het hoofdgebouw heeft twee bouwlagen en heeft de vorm van een H. Het bestaat uit twee evenwijdige vleugels met trapgevels, afgedekt door zadeldaken. De vleugels zijn met elkaar verbonden middels een tussenlid met afgeknot schilddak. Tegen de rechter zijgevel is een erker aangebouwd. De stijl van het landhuis wordt als ‘Um 1800’ omschreven. De kern van het huis dateert nog uit de 17e eeuw.
Het koetshuis heeft één bouwlaag en een samengestelde kap, met trapgevels aan de uiteinden.
Het landgoed is omgeveer 7 hectare groot en wordt omgeven door een hoge aarden wal met dichte beplanting. Rondom het huis bevindt zich grint en een aanleg van geschoren haagjes. In het park is een waterpartij aangelegd. De restanten van een oude beukenloofgang zijn nog zichtbaar.